# 4229 Plevitskaya
4229 Plevitskaya este un asteroid din centura principală, descoperit pe 22 ianuarie 1971 de Liudmila Cernîh.